# Filip Míšek
Filip Míšek (* 21. července 1980 Praha, Československo) je český hudebník, hudební skladatel, člen skupin Khoiba a Roe-Deer, tvořící samostatně pod pseudonymem Dikolson.
Zakládající člen kapely Khoiba, se kterou nahrál a autorsky se podílel na dvou albech, třech EP a koncertoval v Česku a po Evropě. Pod pseudonymem Dikolson vydal v roce 2011 debutové album "The Bear is Sleeping Now" u labelu Minority Records a posléze v roce 2013 v Japonsku u labelu Friend of Mine Records. Skládá hudbu k filmům (např. Restart, Rozkoš, Fuga) a také k divadelním a tanečním představením (např. Podmínka zániku, Antikody, Boys&Girls).

## Diskografie

### Roe-Deer
- 2001: Everforever
- 2003: Aquaparty

### Khoiba
- 2004: Nice Traps (Globus music)
- 2007: Mellow Drama (Globus music)
- 2019: Khoiba (Minority Records)
- 2023: Vertical Urgencies (Khoiba)

### Dikolson
- 2011: The Bear Is Sleeping Now (Minority Records, Friend Of Mine)

### Filip Míšek
- 2022: Unbelievable Friendship (Weltschmerzen)

## Filmová hudba
- 2002: Trickster
- 2005: Restart
- 2009: Den draka (studentský film)
- 2012: České děti (dokument)
- 2013: Rozkoš
- 2014: 1989: Z deníku Ivany A. (TV film)
- 2015: Krisztina (studentský film)
- 2016: Ani ve snu!
- 2016: Lichožrouti
- 2018: Fuga
- 2019: Tiché doteky